# Liste der indischen Botschafter in der Schweiz
Die indische Botschaft befindet sich an der Kirchenfeldstrasse 28 in Bern.
Am 9. September 1952 wurde die indische Auslandsvertretung in Bern zur Botschaft aufgewertet und die Leiter entsprechend bestallt.
Bis 1959 war der indische Botschafter in Bern regelmäßig auch bei der alliierten Kommission für Österreich beziehungsweise bei der Regierung in Wien akkreditiert.
Der indische Botschafter in Bern ist regelmäßig auch beim Heiligen Stuhl akkreditiert.
| Ernannt / Akkreditiert | Leiter der Auslandsvertretung   | Bemerkungen                      | ernannt von            | akkreditiert bei   | Posten Verlassen |
| ---------------------- | ------------------------------- | -------------------------------- | ---------------------- | ------------------ | ---------------- |
| 1949                   | Dhirajlal Bhulabhai Desai       |                                  | Jawaharlal Nehru       | Ernst Nobs         | 1951             |
| Juli 1951              | N. Raghavan                     |                                  | Jawaharlal Nehru       | Eduard von Steiger | 26. Sep. 1952    |
| 1952                   | Asaf Ali                        |                                  | Jawaharlal Nehru       | Karl Kobelt        | 1953             |
| 1953                   | Y. D. Gundevia                  | Yezdezard Dinshaw Gundevia       | Jawaharlal Nehru       | Philipp Etter      | 1954             |
| 1954                   | Abid Hasan Safrani              | Geschäftsträger                  | Jawaharlal Nehru       | Rodolphe Rubattel  | 1955             |
| 1955                   | Mohan Sinha Mehta               |                                  | Jawaharlal Nehru       | Max Petitpierre    | 1958             |
| 1958                   | M. K. Vellodi                   | Mullath Kadingi Vellodi (* 1896) | Jawaharlal Nehru       | Thomas Holenstein  | 1961             |
| 1962                   | Rauf Mohamed Abdul              |                                  | Jawaharlal Nehru       | Paul Chaudet       | 1964             |
| 1964                   | Vishnuprasad Chunilal Trivedi   |                                  | Lal Bahadur Shastri    | Ludwig von Moos    | 1965             |
| 1965                   | Vishnuprasad Chunilal Trivedi   |                                  | Lal Bahadur Shastri    | Hans-Peter Tschudi | 1967             |
| 1968                   | Mohamed Azim Husain             |                                  | Indira Gandhi          | Willy Spühler      | 1970             |
| 1971                   | Arjan Singh                     | Luftfeldmarschall                | Indira Gandhi          | Rudolf Gnägi       | 1974             |
| 1974                   | Avtar Singh                     |                                  | Indira Gandhi          | Ernst Brugger      | 1977             |
| 1977                   | Uma Shankar Bajpai              |                                  | Morarji Desai          | Kurt Furgler       | 1978             |
| 1978                   | Amba Prasad                     | Geschäftsträger                  | Morarji Desai          | Willy Ritschard    | 1979             |
| 1979                   | Gurbachan Singh                 |                                  | Chaudhary Charan Singh | Hans Hürlimann     | 1981             |
| 1981                   | Narendra Singh                  |                                  | Indira Gandhi          | Kurt Furgler       | 1982             |
| 1982                   | Thomas Abraham                  |                                  | Indira Gandhi          | Fritz Honegger     | 1985             |
| 1985                   | Om Parkash Aggarwal             | Geschäftsträger                  | Rajiv Gandhi           | Kurt Furgler       | 1986             |
| 1986                   | Ashoke Sen Chib                 |                                  | Rajiv Gandhi           | Alphons Egli       | 1990             |
| 1990                   | Madhaw K. Mangalmurti           |                                  | Chandra Shekhar        | Arnold Koller      | 1994             |
| 1994                   | Kizhakke Pisharath Balakrishnan |                                  | P. V. Narasimha Rao    | Otto Stich         | 2000             |
| 2000                   | Niranjan Natverlal Desai        |                                  | Atal Bihari Vajpayee   | Adolf Ogi          | 2002             |
| 2002                   | Lal Goyal Praveen               |                                  | Atal Bihari Vajpayee   | Kaspar Villiger    | 2005             |
| 2005                   | Bandhu Snehi Desh               | Geschäftsträger                  | Manmohan Singh         | Samuel Schmid      | 2006             |
| 2006                   | Amitava Tripathi                |                                  | Manmohan Singh         | Moritz Leuenberger | 2008             |
| 2008                   | Ajaneesh Kumar                  | Geschäftsträger                  | Manmohan Singh         | Pascal Couchepin   | 2009             |
| 2009                   | Chitra Narayanan                | Botschafterin                    | Manmohan Singh         | Hans-Rudolf Merz   |                  |